# Ĵ
Ĵ, en minúsculas ĵ (J con acento circunflejo) es la decimocuarta letra del alfabeto en esperanto, corresponde a la fricativa postalveolar sonora [ʒ] en el AFI, igual que el francés bonjour.
Ĵ probablemente se basa en la letra francesa j que tiene el mismo sonido, para así tal vez hacer más evidentes los préstamos de esta lengua (como ĵurnalo, del francés journal).